# Leguruki
Leguruki ist ein Verwaltungsbezirk (Ward) des Distrikts Meru in der tansanischen Region Arusha.

## Geografie
Leguruki liegt im Norden von Tansania etwa 30 Kilometer nordöstlich der Regionshauptstadt Arusha. Das Gebiet umfasst den westlichen Teil des Ngurdoto-Kraters sowie das Gebiet nördlich des Vulkans bis zur Grenze der Region Kilimandscharo.
Der Bezirk hat eine Fläche von 38,8 Quadratkilometern. Bei der Volkszählung 2022 lebten hier 9528 Menschen in 2319 Haushalten.

## Gliederung
Der Bezirk besteht aus sechs Gemeinden (Mtaa) mit 13 Orten (Kitongoji):
| Leguruki - Mlimani - Madukani - Noseiya | Nkoasenga - Maamgalio - Seneto - Bwawani - Center | Miririny - Sukuta - Lolera - Sinai | Kandashe - Mianzini - Saoinaju - Centre | Shishton | Maruango |

## Wirtschaft und Infrastruktur
- Gesundheit: Im Bezirk liegt das von der evangelischen Kirche geleitete Gesundheitszentrum Leguruki Lutheran.[6] Daneben gibt es vier öffentliche Apotheken, je eine in den Gemeinden Leguruki,[7] Miririnyi,[8] Kandashe[9] und Shishton.[10]
- Bildung: Die Leguruki Secondary School und die Nkoasenga Secondary School bilden Jugendliche bis zur 4. Stufe aus.[11][12] Zur ersten unterhält die Julianka-Schule in Heiligenstedten eine Partnerschaft,[13] zur zweiten das Emil-von-Behring-Gymnasium in Großhansdorf.[14]

## Sehenswürdigkeit
- Arusha-Nationalpark: Der Süden des Bezirks mit dem Ngurdoto-Krater ist Teil des Arusha-Nationalparks.[15]